# Josef von Rezniček
Josef svobodný pán Rezniček (26. března 1812 – 1. srpna 1887 Štýrský Hradec) byl rakouský generál. V armádě sloužil od mládí a zúčastnil se několika válečných tažení, jako nositel vysokých státních vyznamenání byl v roce 1860 povýšen do stavu svobodných pánů. Ve vojsku dosáhl hodnosti polního podmaršála (1864) a před odchodem do výslužby zastával funkci zástupce vrchního velitele v Uhrách (1866–1867).

## Životopis
Byl synem vojenského kapelníka a hudebního skladatele Josefa Reznička (1787–1848), který pocházel z Berounska a od roku 1819 působil ve Vídni. Josef mladší sloužil od mládí v armádě a vystřídal působení u různých jednotek v Uhrách a na Vojenské hranici. V revolučních letech 1848–1849 se zúčastnil bojů v Itálii a proti maďarským povstalcům. Několikrát se vyznamenal statečností a v roce 1850 byl povýšen na plukovníka, v této hodnosti byl pak několik let velitelem 53. pěšího pluku v Osijeku.
V roce 1854 byl povýšen do hodnosti generálmajora a převzel velení brigády v Banátu, poté byl velitelem v Jasích, později byl brigádním velitelem v Temešváru. V roce 1859 se zúčastnil války v Itálii jako velitel brigády u 2. armádního sboru. V roce 1864 dosáhl hodnosti polního podmaršála a stal se zástupcem velitele 6. armádního sboru v Budapešti. K datu 1. ledna 1867 byl penzionován a od té doby žil v soukromí ve Vídni. 
Během služby v armádě byl několikrát vyznamenán, byl nositelem Řádu železné koruny, Leopoldova řádu a Vojenského záslužného kříže, v zahraničí byl držitelem tureckého Řádu Medžidie III. třídy. V roce 1853 byl povýšen do šlechtického stavu s titulem rytíř a v roce 1860 získal stav svobodných pánů.
Byl celkem čtyřikrát ženatý, jeho třetí manželkou byla od roku 1855 Klarisa Ghika (1834–1864), která pocházela ze starobylé šlechty v Moldavsku. Synové z druhého, třetího a čtvrtého manželství vynikli v různých uměleckých oborech. Oskar (1851–1909) a Ferdinand (1868–1909) se prosadili jako malíři. Nejvíce se proslavil syn Emil (1860–1945), který byl hudebním skladatelem a pedagogem, trvale působil v Berlíně. 